# Dowty Oleomatic
De Dowty Oleomatic was een luchtgeveerde motorfiets-voorvork van de firma Dowty.
De Oleomatic zat onder andere in de P&M Panther 100 (ca. 1952) en de AJW Grey Fox (1951). Door de gebrekkige materiaalkennis in die tijd was de vork niet erg luchtdicht.